# Eigentliche Einbettung
In der Mathematik ist die eigentliche Einbettung ein Einbettungsbegriff, der in der Topologie vor allem bei der Untersuchung von Mannigfaltigkeiten mit Rand verwendet wird.

## Definition
Seien {\displaystyle M} und {\displaystyle N} Mannigfaltigkeiten mit Rändern {\displaystyle \partial M,\partial N}. 
Eine Abbildung {\displaystyle f\colon M\rightarrow N} heißt eigentliche Einbettung, wenn sie
- eine Einbettung ist, und
- {\displaystyle f(\partial M)\subset \partial N} sowie
- {\displaystyle f(M\setminus \partial M)\subset N\setminus \partial N}

gilt.
Die Definition ist äquivalent dazu, dass die Einschränkung auf {\displaystyle M\setminus \partial M} eine Einbettung und eine eigentliche Abbildung
{\displaystyle M\setminus \partial M\to N\setminus \partial N} ist. 
In der Theorie der differenzierbaren Mannigfaltigkeiten fordert man zusätzlich noch, dass {\displaystyle f(M)} transversal zu {\displaystyle \partial N} ist.